# Gaston Serpette

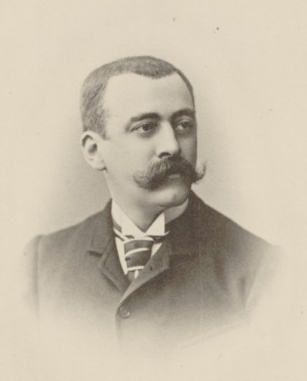
Gaston Serpette

Henri Charles Antoine Gaston Serpette (* 4. November 1846 in Nantes; † 4. November 1904 in Paris) war ein französischer Komponist, Kritiker und Dirigent.

## Biographie
Als Sohn eines Industriellen Henri Serpette (1821–1887) und seiner Frau Amélie Thomas (1823–1893) studierte Serpette zuerst Rechtswissenschaften. 1868 begann er jedoch am Conservatoire de Paris Musik zu Studieren. Bis 1871 war er in der Kompositionsklasse von Ambroise Thomas und belegte bei Jules Duprato Harmonielehre. Im selben Jahr gewann er den Prix de Rome mit der Kantate Jeanne d’Arc, zu dem Jules Barbier das Libretto schrieb. Die Kantate wurde ebenfalls im gleichen Jahr an der Opéra de Paris uraufgeführt.
Serpette wandte sich aber unmittelbar, schon während seines Aufenthalts in Rom, von der ernsten Musik ab und komponierte seine erste Operette La Branche cassée. Diese Operette wurde 1874, nachdem Adolphe Jaime und Jules Noriac die Libretti geschrieben hatten, im Théâtre des Bouffes-Parisiens uraufgeführt. Dieser Wechsel zur leichten Muse wurde in Fachkreisen mit Unverständnis betrachtet.
Die Uraufführung von La Branche cassée in englischer Sprache fand ebenfalls 1874 in London, in der Opéra Comique, unter der Leitung von Richard D’Oyly Carte, statt. Es folgten kurz hintereinander Werke desselben Genres. Das Stück La petite muette schaffte es sogar für fünf Aufführungen bis nach New York an das 5th Avenue Theatre. Jedoch war Serpette zwar in Paris sehr erfolgreich mit seinen Stücken, es zeigte sich aber, dass sie für London und New York aufgrund ihres Aufbaus und pikanter Handlung nicht geeignet waren.
Der englische Kritiker Andrew Lamb war trotz der Erfolge Serpettes davon überzeugt, dass er handwerklich hinter Komponisten wie Robert Planquette, Edmond Audran oder auch André Messager zurückstünde. Auch lieferte sich Serpette 1892 eine öffentliche Auseinandersetzung in der Englischen und Französischen Presse mit dem Englischen Komponisten Edward Solomon über die Qualität Französischer Operetten, deren Partiturübertragung der Engländer als Pfusch (botching) bezeichnete. Wobei Serpette die praktikable Ansicht vertrat, dass, wenn das Pariser und Londoner Publikum so unterschiedlich seien, eben die Stücke drastisch umgeschrieben werden müssten. Dass die Komponisten dem nie zustimmen würden, bzw. sich die Veranstalter nicht darauf einlassen würden war absehbar. Genauso der Vorschlag, dass die Französischen Komponisten und Librettisten gleich alles auf ein auf Londoner Verhältnisse angepasste Art und Weise, auf Englisch, schreiben würden.
Über seine Tätigkeit als Komponist hinaus war er auch als Musikkritiker, unter anderem für die Gil Blas, tätig. Weiterhin dirigierte er auch etliche seiner Operetten. Zwischen 1874 und 1900 komponierte Serpette über 25 abendfüllende und sieben kurze Operetten. Er komponierte auch Lieder und Salonstücke für das Klavier.
Mehrere Jahre wirkte er als Dirigent auch am Palace Theatre in London, und ab 1898, in dem er zum Ritter der Ehrenlegion ernannt wurde, in Algier. Von dort musste er zurück nach Paris um seine Herzkrankheit, an der er auch starb, kurieren zu lassen.

## Operetten
- La branche cassée, Libretto von Adolphe Jaime (1824–1901) und Jules Noriac, UA 1874
- Le manoir du Pic-Tordu Libretto von Albert de Saint-Albin (1843–1901), 1875
- Le moulin du vert-galant, Libretto von Eugène Grangé (1810–1887), 1876
- La petite muette, Libretto von Paul Ferrier, 1877
- Rothomago Gemeinschaftskomposition mit Edward Solomon, Procida Bucalossi und Georges Jacobi, 1880
- La nuit de Saint-Germain, 1880
- Madame le Diable, Libretto von Henri Meilhac, 1882
- La Princesse, 1882
- Steeplechase, 1883
- Tige de Lotus, 1883
- Fanfreluche, 1883
- Madame Réséda, 1884
- Le château de Tire-Larigot, Libretto von Ernest Blum, 1884
- Le petit chaperon rouge, Libretto von Ernest Blum, 1885
- La singe d'une nuit d'été, 1886
- Adam et Eve, Libretto von Ernest Blum, 1886
- La gamine de Paris, Libretto von Eugène Letterier (1843–1884) und Albert Vanloo (1846–1920), 1887
- La lycéenne, Libretto von Georges Feydeau, 1887
- Cendrillonnette, Gemeinschaftskomposition mit Victor Roger (1853–1903), Libretto von Paul Ferrier, 1890
- La demoiselle du téléphone, Libretto von Antony Mars (1861–1915) und Maurice Desvallières (1857–1926), 1891
- Mé-ne-ka, Libretto von Paul Ferrier, 1892
- La bonne de chez Duval, Libretto von Antony Mars, 1892
- Cousin-cousine, Libretto von Maurice Ordonneau (1854–1916), 1893
- La tourte, Libretto von Paul Bilhaud (1854–1932), 1895
- La dot de Brigitte, Gemeinschaftskomposition mit Victor Roger, Libretto von Paul Ferrier, 1895
- Le carnet du Diable, Libretto von Ernest Blum und Paul Ferrier, 1895
- Le capitole, Libretto von Paul Ferrier und Charles Clairville (1855–1927), 1895
- Le royaume des femmes, Libretto von Ernest Blum und Paul Ferrier, 1896
- Le carillon, Libretto von Ernest Blum und Paul Ferrier, 1896
- Shakspeare, Libretto von Paul Gavault (1866–1951) und Robert de Flers, 1899
- Frileuse, ou L'enfant du cocktail, unvollendet
- Cuvée reservée 1810 (Amorelle 1810), Libretto von Barton White und Ernest Boyd-Jones, 1904

## Weitere Werke
- Jeanne d'Arc, Kantate, 1871
- Insomnie, dramatischer Monolog, 1884